# Hellé
Hellé (řecky Έλλη, Ellé; latinsky Helle) byla v řecké mytologii dcerou orchomenského krále Athamanta a jeho manželky Nefelé, bohyně oblaků. Jejím bratrem byl Frixos.
Když po čase Athamás opustil Nefelé, přivedl dětem macechu Ínó. Ta je nenáviděla a intrikami přivedla Athamanta do situace, kdy souhlasil s tím, aby obě děti byly obětovány pro ochranu země před neúrodou a hladem. Těsně před obětním obřadem poslala jejich matka Nefelé zlatého berana, ten děti na svém hřbetě nesl přes moře do daleké země Kolchidy. 
Malá Hellé se nad mořem neopatrně rozhlížela, neudržela se a spadla do moře a utonula. Po ní byla mořská úžina nazvána Helléspontos („Hellino moře“), dnešní Dardanely. 
Příběh Frixa a Hellé se zachoval na mnoha antických vyobrazeních. Známá je např. nástěnná malba z Pompejí Frixos a Hellé (dnes v neapolském Národním muzeu), namalovaná zřejmě podle starší helénistické předlohy. 